# Ecaterina Baranov
Ecaterina Baranov (n. 1982, Chișinău) este o pianistă din Republica Moldova.

## Studii
Și-a făcut studiile la Școala de Arte „Alexei Stârcea” din Chișinău, apoi la Liceul „Ciprian Porumbescu” din același oraș. A terminat studiile de licență în 2005 la Academia de Muzică, Teatru și Arte Plastice din Chișinău, la profesorii Aliona Vardanean, Anatolie Lapicus ș.a. Și-a continuat studiile de master în cadrul aceleiași instituții.
Pianista și-a prelungit parcursul la École normale de musique de Paris, pentru a obține în 2010 diploma de concertist în unanimitate, cu felicitările juriului la pian (clasa profesorului Guigla Katsarava⁠(d)) și muzică de cameră (clasa profesorilor Devy Erlih⁠(d) și Alain Meunier⁠(d)). A beneficiat de bursa guvernului francez și de bursele fundațiilor Zaleski și Nadia și Lili Boulanger. A fost susținută de asociația One for All Artists.

## Carieră muzicală
Ecaterina Baranov a avut recitaluri în Franța (Franța Metropolitană, Guadelupa), Republica Moldova, Germania, Portugalia (Metropolitană, Ponta Delgada), Ungaria și România. A obținut medalia orașului Artenay pentru recitalul din octombrie 2009 și medalia de argint din partea asociației «Arts-Sciences-Lettres» pentru întreg parcursul artistic.
A evoluat în diverse festivaluri: Les Nuits de piano du Cabasse (Cabasse, Franța), Piano en Saintonge (Saintes, Franța), MusicAlvao (Portugalia), As Lições dos Jovens Mestres (Portugalia), Nopțile Pianistice, Les Nuits Pianistiques (Moldova, Franța), Les Journées de la Musique Nouvelle (Moldova), Les Harmonies du Printemps (Moldova) etc.
A cântat în calitate de solistă cu Orchestra Teatrului de Operă din Massy, Orchestra Lirică a regiunii Avignon-Provence, Orchestra Filarmonicii Naționale din Moldova, Orchestra Națională de Cameră din Moldova, cu dirijorii Philippe Fournier, Didier Talpain⁠(d), Nicolas Kruger (Franța), Christoff Escher⁠(d) (Elveția), Dante Milozzi (Italia), Valentin Doni, Vladimir Andrieș, Mihail Secichin (Moldova) etc.
Ecaterina a înființat un proiect de redescoperire, conservare și difuzare a muzicii clasice basarabene în dispariție (începutul/jumătatea sec. XX) intitulat „ARC musical-historique”, care constă în concerte de reanimare a operelor basarabene (în interpretarea marilor instrumentiști din Franța în Chișinău și în diverse orașe europene), înregistrări, un turneu rural cu soliști străini „Lelița Franța Joacă Sârba Moldovenească”, o bibliotecă online, proiecte pentru copii etc.

## ARC muzical-istoric
Ecaterina Baranov este fondatoarea și realizatoarea proiectului independent ARC muzical-istoric, ce vizează redescoperirea, salvgardarea și diseminarea muzicii clasice din Republica Moldova, țara sa de origine. Proiectul a început în 2016. 
Muzica clasică basarabeană este profund inspirată de folclorul român: ritmurile și energia dansului tradițional (Hora, Oleandra, Sârba), cântecul dureros al Doinei, expresia nerafinată care își are originea în estetică autentică țărănească. Puțin cunoscută, această muzică este expresivă, specifică, plină de culoare 
Ștefan Neaga, unul dintre fondatorii mișcării clasice din Moldova, a studiat la Școala Normală Alfred Cortot din Paris între 1937-1939. Printre profesorii săi se numără Alfred Cortot la pian, Charles Munch⁠(d) la regie și Nadia Boulanger⁠(d) în compoziție. Ea este cea care îl sfătuiește să se inspire din folclorul țării sale, pentru că reprezintă o valoare neprețuită și atemporală.
Această muzică se întruchipează prin forme și genuri clasico-academice și adoptă diverse stiluri: neoclasicism, romanticism, impresionism, avangardă, experimente și cercetări sonore ale contemporanității ... 
Muzicieni celebri au interpretat pentru prima dată lucrări basarabene după decenii de tăcere: Ami Flammer, Hélène Dautry, Birgitte Staernes, Nicolas Kruger, Jérôme Simon, Ionel Streba... 

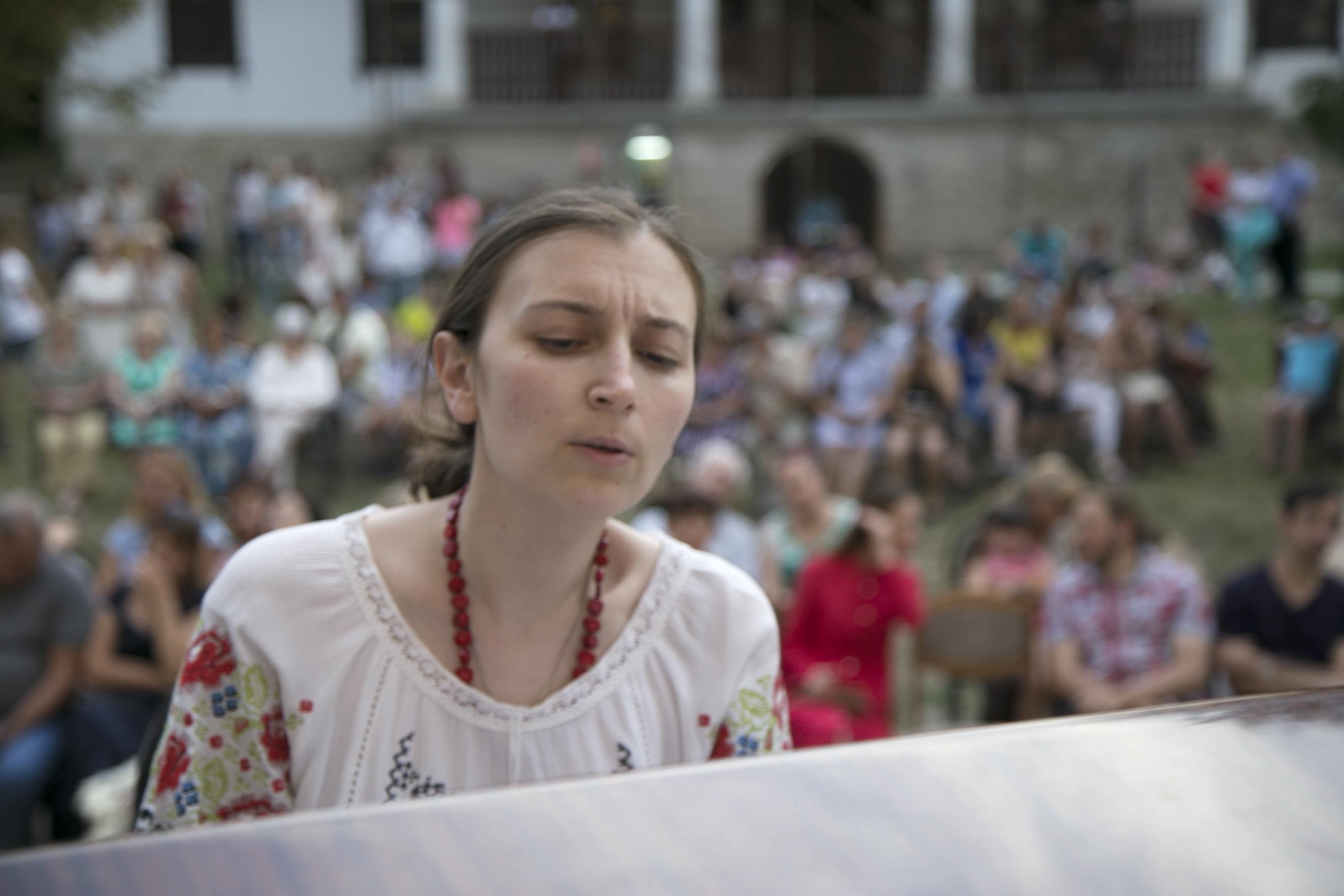
Tournée rurale Demoiselle France Danse la Sârba Moldave 2017, Hâncești, Moldavie

Unele ediții ale proiectului au fost susținute de Ministerul Educației, Culturii și Cercetării și de Oficiul Relațiilor cu Diaspora (guvernul Republicii Moldova), Oficiul Elvețian de Cooperare din Moldova, Sala cu Orgă din Chișinău, instituțiile administrative locale (primării, centre culturale etc.), Televiziunea Națională ...
Condițiile politice, geopolitice, economice, sociale specifice acoperă cu uitarea letargică un secol de muzică clasică ce poartă identitatea poporului: manuscrise și partituri publicate au fost pierdute sau deteriorate, arhive audio nedigitalizate se demagnetizează, nu există acces digital la aceste informații. ARC muzical-istoric încearcă să atragă atenția socială asupra problemei și să trezească interesul interpreților și publicului pentru acest material muzical original.

### Obiective și istoric:
1.      Acumularea partițiilor (copii ale manuscriselor, partiții publicate).
2.      Festival ARC muzical-istoric în Chișinău: muzica clasică basarabeană interpretată de muzicieni din lumea întreagă în sălile de concert ale capitalei. În cadrul acestui festival au fost redescoperite opere scrise de compozitorii Solomon Lobel, David Fedov⁠(d), Arkady Luxemburg,  Max Fishman, Valeriu Poleacov, Zlata Tkach, Simion Lungul, Ștefan Neaga, Georghe Neaga etc.
3.      Concerte în Europa: în colaborare cu asociații, producători și săli de concerte, programe de muzică moldovenească au fost propuse în Franța, Ungaria, România.
Repertoriul moldav a fost exportat de asemenea prin intermediul muzicienilor participanți în proiect în Portugalia, România, Franța.

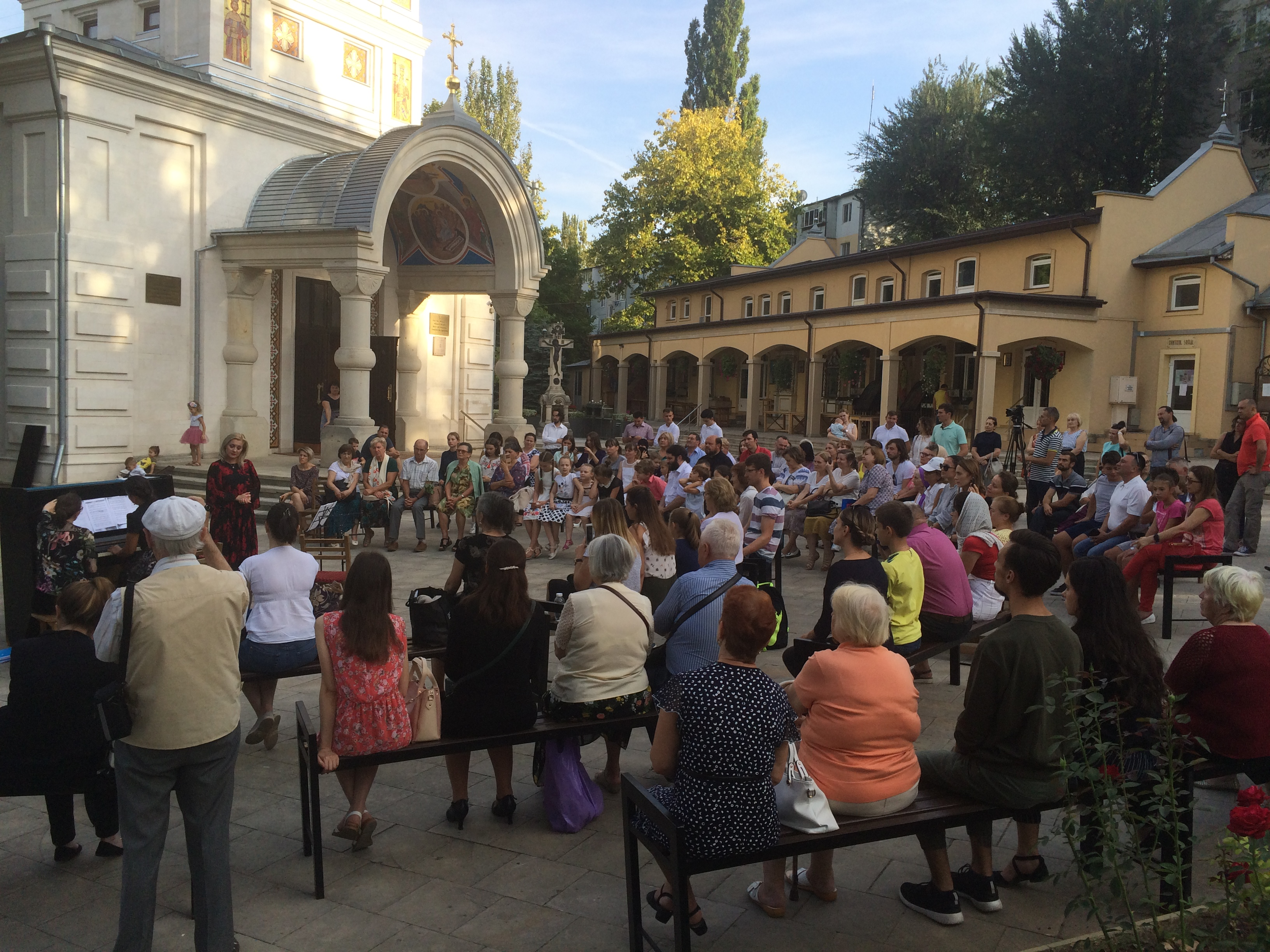
Tournée rurale Demoiselle France danse la Sârba moldave 2017, Chișinău Moldavie

4.      Turneu rural Lelița Franța Joacă Sârba Moldovenească: primele concerte de muzică clasică vie din istoria unui șir de sate din Republica Moldova (șir modificat în fiecare an). Interpreți europeni aduc muzica moldovenească la sursa sa, în mijlocul poporului care i-a dat viață și care nu a auzit-o niciodată.
5.      Schimb de experiență între elevii școlilor de muzică din Franța și Moldova. Rezultatele și concertele elevilor au atras atenția Ambasadei Moldovei în Republica Franceză, Ambasadei Franței în Republica Moldova, autorităților locale și mass-media.